# Симпсон, Орамель Хинкли
Орамель Хинкли Симпсон (англ. Oramel Hinckley Simpson; 20 марта 1870, Вашингтон, Луизиана — 17 ноября 1932, Новый Орлеан, Луизиана) — американский политик, 39-й губернатор Луизианы.

## Биография
Орамель Хинкли Симпсон родился в Вашингтоне, штат Луизиана, в семье Сэмюэля и Мэри Эстер (урожденной Бир) Симпсон. В 1890 году он окончил Centenary College of Louisiana, а в 1893 году получил диплом юриста в Тулейнском университете.
В 1893—1899 годах Симпсон работал адвокатом в Новом Орлеане, после чего непродолжительное время занимал должность клерка на Монетном дворе США. В 1899 году он женился на Луизе Пичет (1874—1944) из Нового Орлеана. Детей у них не было.
С 1900 по 1908 год Симпсон был заместителем секретаря Сената Луизианы, с 1908 по 1924 год — секретарём Сената, а с 1924 по 1926 год — вице-губернатором штата. В 1921 году он также был секретарём Конституционного конвента Луизианы.
11 октября 1926 года скончался губернатор Генри Фукуа, и Симпсон, который был вице-губернатором, занял его место. Во время пребывания в должности Симпсон реорганизовал Комиссию автомобильных дорог Луизианы, а также выступил против платного моста через восточную часть озера Пончартрейн, который был построен для соединения Нового Орлеана и Слайделла. Ему не удалось добиться поддержки, тем не менее, Симпсон смог организовать бесплатные перевозки паромом.
В это же время вновь появился Ку-клукс-клан. Легислатура приняла закон, запретивший капюшоны, маски и одежду Ку-клукс-клана за исключением случаев, когда их одевали на Марди Гра, маскарады или вечеринки.
В 1927 году произошло большое наводнение в долине Миссисипи, которое вынудило Симпсона принять решение взорвать дамбу, возведённую для защиты Нового Орлеана. Эта мера спасла город от больших разрушений, но привела к опустошению более 100 тыс. акров земли, расположенных вниз по реке. Пострадавшим от наводнения была выплачена компенсация.
Симпсон покинул пост губернатора 21 мая 1928 года. Позднее он служил специальным агентом в налоговой комиссии штата, а также был законным представителем сборщика налога на наследство. В 1932 году он некоторое время занимал должность секретаря Сената штата.
Орамель Хинкли Симпсон умер от сердечного приступа 17 ноября 1932 года в Новом Орлеане и был похоронен на кладбище Гринвуд.